# Хиројасу Сасаки
Хиројасу Сасаки (佐々木博康 Hiroyasu Sasaki) један је од најпознатијих јапанских пантомимичара. Тренутно се налази на челу Јапанског студија мимике и већ 45 година ради на промоцији пантомиме у Јапану и свету.

## Кратка биографија
Сасаки је рођен у Токију 1939. године. Пантомиму је студирао са Хоронобу Оикавом а модерни плес са Казуо Охно (једна од оснивача јапанског „буто” плеса) да би 1965. отишао у Париз како би изучио „телесну пантомиму” уз пионира стила, Етјен Декру, и „реалну мимику” под Станиславскијевом методом коју је тада подучавала Бела Рејн. Након што се вратио у Јапан, преузео је Јапански студио мимике у које је увео традиционалне елементе из своје земље као што је Но драма, Кјоген, Бунраку позориште, Кабуки и Јапански традиционални плес у своје методе учења пантомиме.
Сасаки током своје каријере активно промовише пантомиму и свој утицај на њу изводећи наступе свуда по свету, укључујући Париз, Рим, Берлин, Грчку, Јужну Кореју, Румунију, Велику Британију. На јапанској телевизији наступао је са легендарним мајстором француске мимике Марселом Марсо.
Сасаки ствара изразе који одговарају јапанском телу и духу на основу телесног и реалистичног у мимици. У свом ради привлачи пажњу на народну традицију и лепоте смењивања годишњих доба. За ликове често узима јапанску радну класу, тј. канцеларијске службенике, а сами наступи пуни су емоционалних израза, приказа тензије, различитости карактера али и уједначеног баланса дисања, флексибилности, осећаја за простор и правог тренутка, ритма, баланса и хода.